# Berrocal de Huebra
Berrocal de Huebra – gmina w Hiszpanii, w prowincji Salamanka, w Kastylii i León, o powierzchni 38,7 km². W 2011 roku gmina liczyła 75 mieszkańców.